# Frampton's Camel
Frampton's Camel è il secondo album in studio del cantante britannico Peter Frampton, pubblicato nel 1973.

## Tracce
1. I Got My Eyes on You – 4:29
2. All Night Long – 3:19
3. Lines on My Face – 4:50
4. Which Way the Wind Blows – 3:32
5. I Believe (When I Fall in Love It Will Be Forever) – 4:10
6. White Sugar – 3:37
7. Don't Fade Away – 4:39
8. Just the Time of Year – 3:58
9. Do You Feel Like We Do – 6:44